# Thiernu
Thiernu ist eine fdranzösische Gemeinde mit 120 Einwohnern (Stand: 1. Januar 2022) im Département Aisne in der Region Hauts-de-France. Sie gehört zum Arrondissement Laon, zum Kanton Marle und zum Gemeindeverband Pays de la Serre.

## Lage
Die Gemeinde Thiernu liegt am Vilpion in der Thiérache, 13 Kilometer südwestlich von Vervins. Nachbargemeinden von Thiernu sind Voharies im Norden, Lugny im Nordosten, Rogny im Osten, Montigny-sous-Marle im Südosten, Marle im Süden und Südwesten sowie Berlancourt im Nordwesten.

## Bevölkerungsentwicklung
| Jahr                       | 1962 | 1968 | 1975 | 1982 | 1990 | 1999 | 2007 | 2015 | 2022 |
| -------------------------- | ---- | ---- | ---- | ---- | ---- | ---- | ---- | ---- | ---- |
| Einwohner                  | 220  | 188  | 174  | 155  | 145  | 128  | 118  | 98   | 120  |
| Quellen: Cassini und INSEE |      |      |      |      |      |      |      |      |      |

## Sehenswürdigkeiten

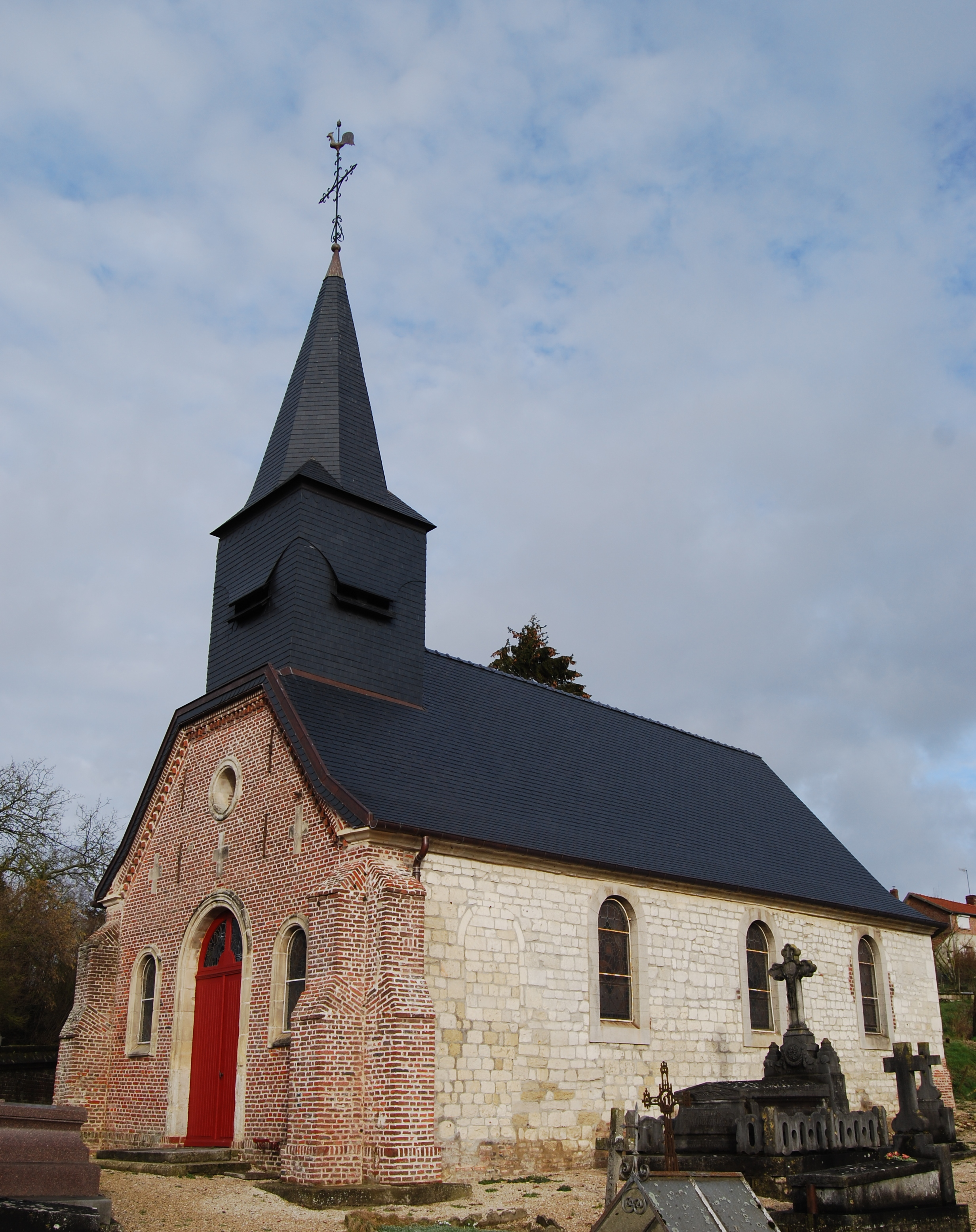
Kirche Saint-Martin
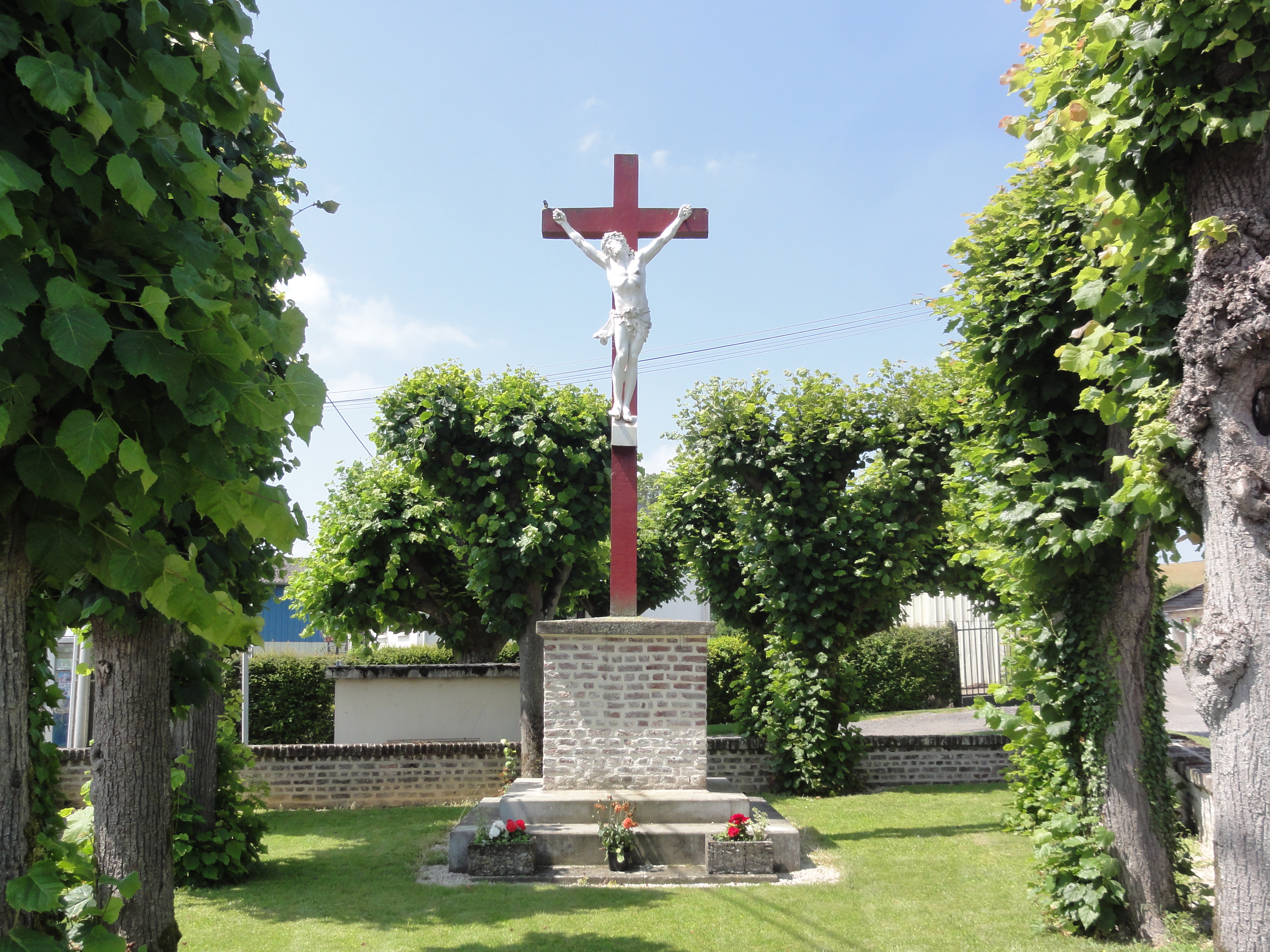
Wegkreuz

- Kirche Saint-Martin
- Wegkreuz